# Caroga Lake
Caroga Lake est une census-designated place du comté de Fulton, dans l'État de New York, aux États-Unis,. En 2020, elle compte une population de 548 habitants.